# Proroglutea piligera
Proroglutea piligera är en tvåvingeart som beskrevs av Townsend 1919. Proroglutea piligera ingår i släktet Proroglutea och familjen parasitflugor.
Artens utbredningsområde är Costa Rica. Inga underarter finns listade i Catalogue of Life.